# Shavarsh Krissian
Shavarsh Krissian (en armenio: Շաւարշ Քրիսեան, Constantinopla, 22 de julio de 1886 – Ayaş, Ankara, 15 de agosto de 1915) fue un atleta, escritor, publicista, periodista, educador y editor armenio, quién fue editor de Marmnamarz, la primera revista deportiva del Imperio otomano. Es considerado como uno de los fundadores de las Olimpiadas Armenias y de la organización deportiva armenia Homenetmen. Fue víctima del genocidio armenio.

## Biografía
De ascendencia armenia, Shavarsh Krissian nació el 22 de julio de 1886, en el distrito de Beşiktaş, Constantinopla. Estudió en la escuela local armenia Makruhyan y posteriormente ingresó a la prestigiosa escuela Reteos Berberian, en el distrito de Üsküdar. Más tarde, ingresó y se graduó en la Robert College. En 1905, Krissian continuó con su educación en Londres y en el Lycée Janson de Sailly en París. El 19 de julio de 1909, regresó a Constantinopla y comenzó a impartir clases de educación física en varias escuelas locales armenias.

### Marmnamarz
En febrero de 1911, Krissian publicó el Marmnamarz (en armenio: "Cuerpo de formación física nacional"), siendo el primer periódico del Imperio otomano, en basarse íntegramente en los deportes. El Marmnamarz fue una publicación mensual que proporcionaba información necesaria para registrar eventos deportivos, noticias, y los resultados de sus competiciones. La revista también publicaba fotografías de varios destacados atletas armenios alrededor del mundo. En aquel periódico, Krissian estableció el concepto de Olimpiadas Armenias. Eventualmente, Marmnamarz se convirtió en un importante contribuyente en el desarrollo de los deportes y la actividad atlética dentro de la comunidad armenia en el Imperio otomano. La actividad del periódico fue suspendida en 1914 por la Primera Guerra Mundial, y su publicación cesó después de que Krissian fuese víctima del genocidio armenio.

### Homenetmen
Aunque Homenetmen se estableció formalmente en 1918, tres años después de la muerte de Shavarsh Krissian, aun se le considera como uno de sus cofundadores. Esto se debe a que Krissian fue clave en la idea y principales bases fundacionales de la organización. También jugó un rol clave en el establecimiento de las Olimpiadas Armenias, cuya primera celebración fue realizada el 1 de mayo de 1911. Previo a la Primera Guerra Mundial, solo en Constantinopla había más de cuarenta clubes atléticos. Finalmente, los estatutos del comité olímpico fueron incorporados al Homenetmen.

### Genocidio armenio
El 24 de abril de 1915, Shavarsh Krissian fue una de los principales figuras armenias deportadas hacia las provincias del Imperio otomano, como parte del genocidio armenio. Fue enviado a la prisión de Ayaş en la provincia de Ankara. Durante su estadía en prisión, Krissian realizó ejercicios de gimnasia. Sin embargo, una vez que los prisioneros de Ayas se enteraron de que 20 militantes hunchaks fueron ejecutados el 15 de junio de 1915, la atmósfera de la prisión cambió abruptamente. Los guardias de la prisión veían con recelo y severidad los ejercicios gimnásticos de Krissian. Finalmente, Krissian fue arrestado y asesinado en las afueras de Ankara.